# Petrologia
Petrologia (od gr. petros „skała” i logos „nauka”) – nauka o skałach. Bada ona właściwości fizyczne i chemiczne skał (także tych pochodzących z kosmosu), opisuje ich budowę, powstawanie, przeobrażanie się i występowanie w płaszczu Ziemi oraz jej skorupie. Zajmuje się problemami geologii dynamicznej, zwłaszcza tektoniki, sedymentologii i wulkanologii, geologii regionalnej i geofizyki, jest powiązana z meteorytyką, geochemią i mineralogią.
Odgrywa ważną rolę w poszukiwaniu złóż i surowców skalnych.
Bywa utożsamiana z petrografią, jednak przez wielu autorów i coraz częściej uważana jest za dziedzinę szerszą od petrografii.